# Osiek Grodkowski

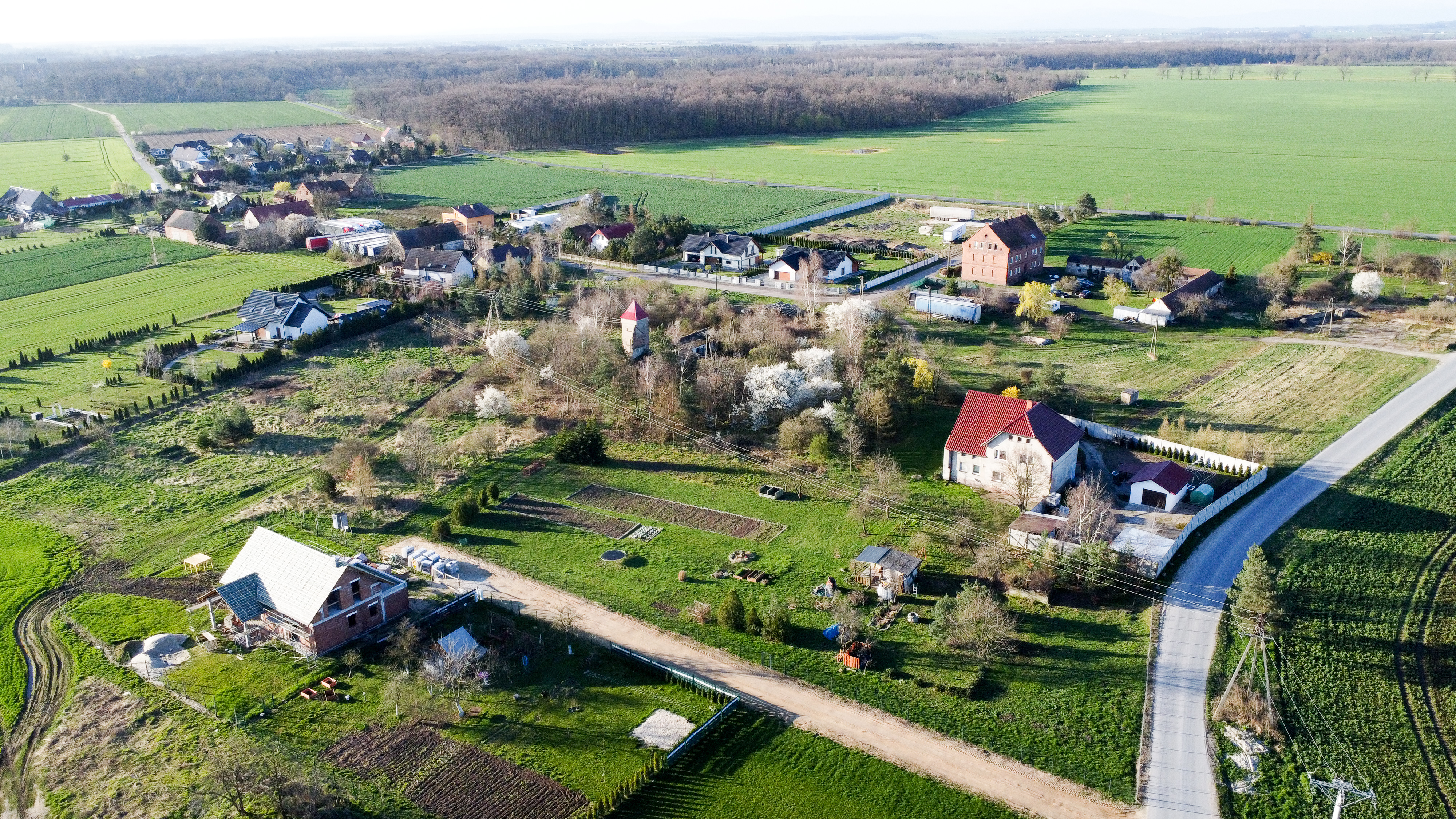
Blick auf den Ort

Osiek Grodkowski (deutsch Osseg, auch Ossig) ist ein Dorf in der Landgemeinde Grodków (Grottkau) in der Woiwodschaft Opole in Polen.

## Geographie
Das Straßendorf Osiek Grodkowski liegt im Westen der historischen Region Oberschlesien sechs Kilometer nordöstlich von  Grodków, 21 Kilometer südlich von Brzeg (Brieg) und 30 Kilometer westlich von Opole in der Schlesischen Tiefebene. Östlich vom Dorf fließt die Nysa Kłodzka (Glatzer Neiße).
Nachbarorte sind im Südosten Głębocko (Tiefensee), im Süden Żelazna (Märzdorf), im Westen Gola Grodkowska (Guhlau) und im Nordwesten Lipowa (Deutsch Leippe).

## Geschichte

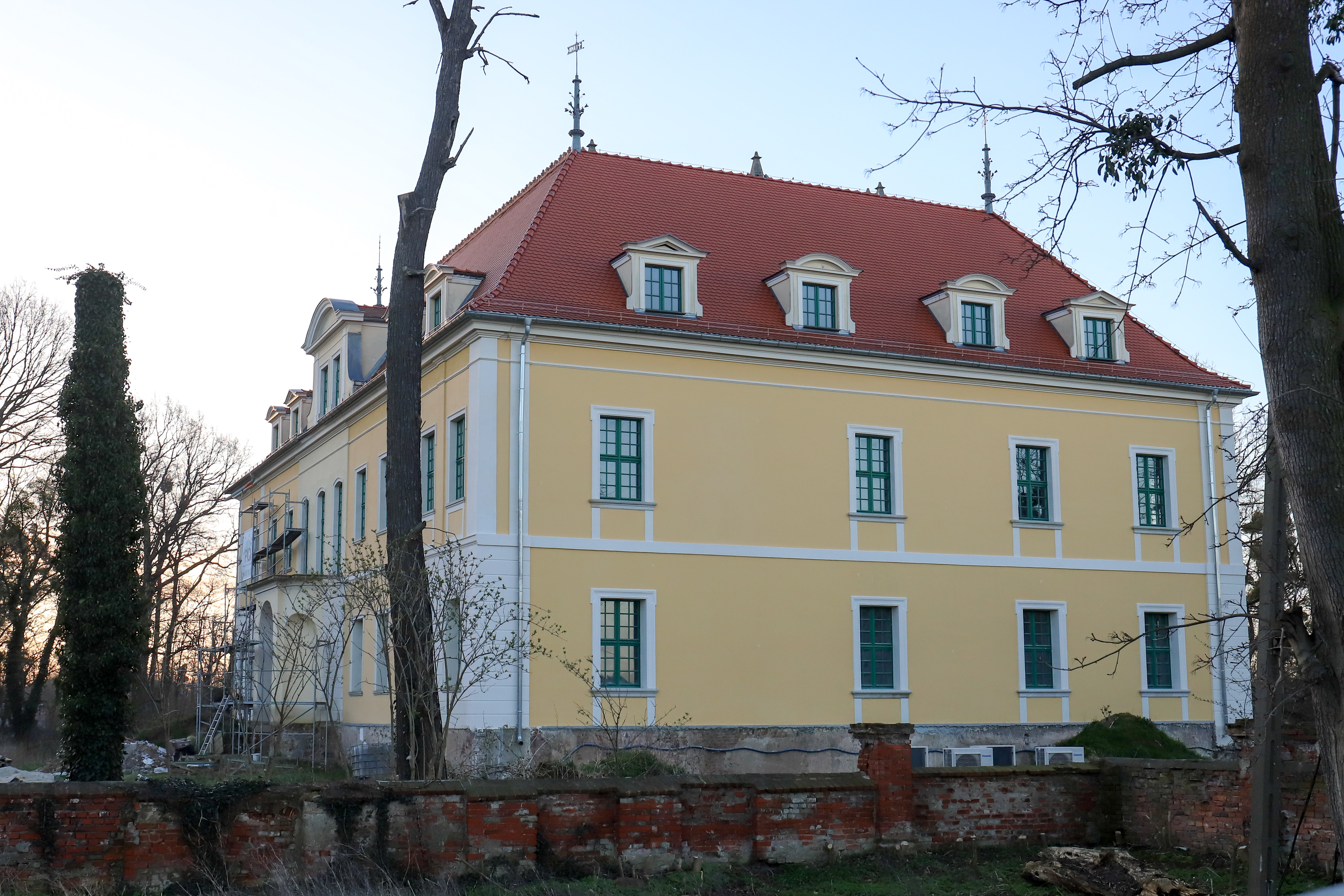
Schloss Osiek Grodkowski (2024)

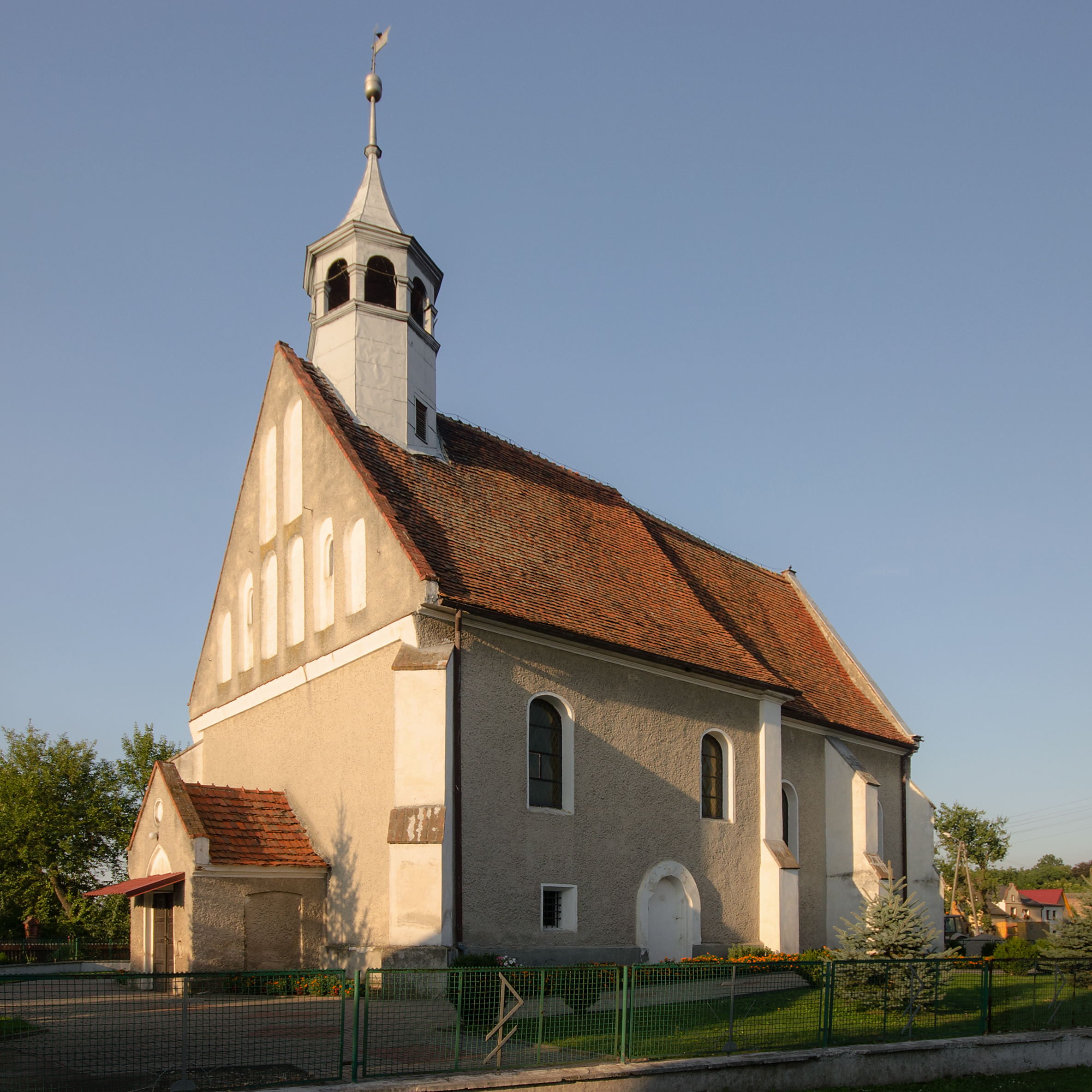
Marienkirche

Erstmals urkundlich erwähnt wurde Osseg, das zum Herzogtum Oppeln gehörte, im Jahre 1301. Damals bezogen die Vikare 13 Mark Silber an Einkünften aus der Pfarrei Osseg. Für das Jahr 1315 ist die Schreibweise Osseck belegt. 1343 wurde es von der Stadt Grottkau erworben, mit der es ein Jahr später an das geistliche Fürstentum Neisse gelangte. Dessen Landesherr war damals Bischof Preczlaw von Pogarell. Später gehörte es dem bischöflichen Neffen Markward von Pogarell, der 1373 die Güter dem Brieger Bürger Niszco Jenkewicz verkaufte. 1569 übte Hans Gellhorn die Dorfherrschaft aus.
Nach dem Ersten Schlesischen Krieg 1742 fiel Osseg  mit dem größten Teil des Fürstentums Neisse an Preußen.
Nach der Neuorganisation der Provinz Schlesien gehörte die Landgemeinde Osseg ab 1816 zum Landkreis Grottkau, mit dem es bis 1945 verbunden blieb. im Regierungsbezirk Oppeln. 1845 bestanden im Dorf eine katholische Kirche, eine katholische Schule, ein Gutshof, ein Vorwerk und 77 weitere Häuser. Im gleichen wurden 421 Einwohner gezählt, davon 63 evangelisch. 1855 lebten in Osseg 635 Menschen im Ort. 1865 bestanden im Ort 27 Gärtner- und 20 Häuslerstellen. Die einklassige katholische Schule wurde im gleichen Jahr von 73 Schülern besucht. 1874 wurde der Amtsbezirk Osseg gegründet, dem die Landgemeinden Deutsch Leippe, Osseg und Seiffersdorf b. Grottkau sowie die Gutsbezirke Deutsch Leippe (Lehenn), Deutsch Leippe (Allod), Osseg und Seiffersdorf b. Grottkau gehörten. Erster Amtsvorsteher war der Rittergutsbesitzer Ohlen und Adlerskron. 1885 wurden 370 Einwohner gezählt.
1933 lebten in Osseg 445 Einwohner, 1939 waren es 438. Zwischen 1940 und 1942 bestand in Osseg ein Zwangsarbeiterlager für Juden.
Als Folge des Zweiten Weltkriegs fiel Osseg 1945 wie der größte Teil Schlesiens an Polen. Nachfolgend wurde es in Osiek Grodkowski umbenannt und der Woiwodschaft Schlesien angeschlossen. 1950 wurde es der Woiwodschaft Opole eingegliedert und 1999 gelangte es an den neu gegründeten Powiat Brzeski (Kreis Brieg).

## Sehenswürdigkeiten

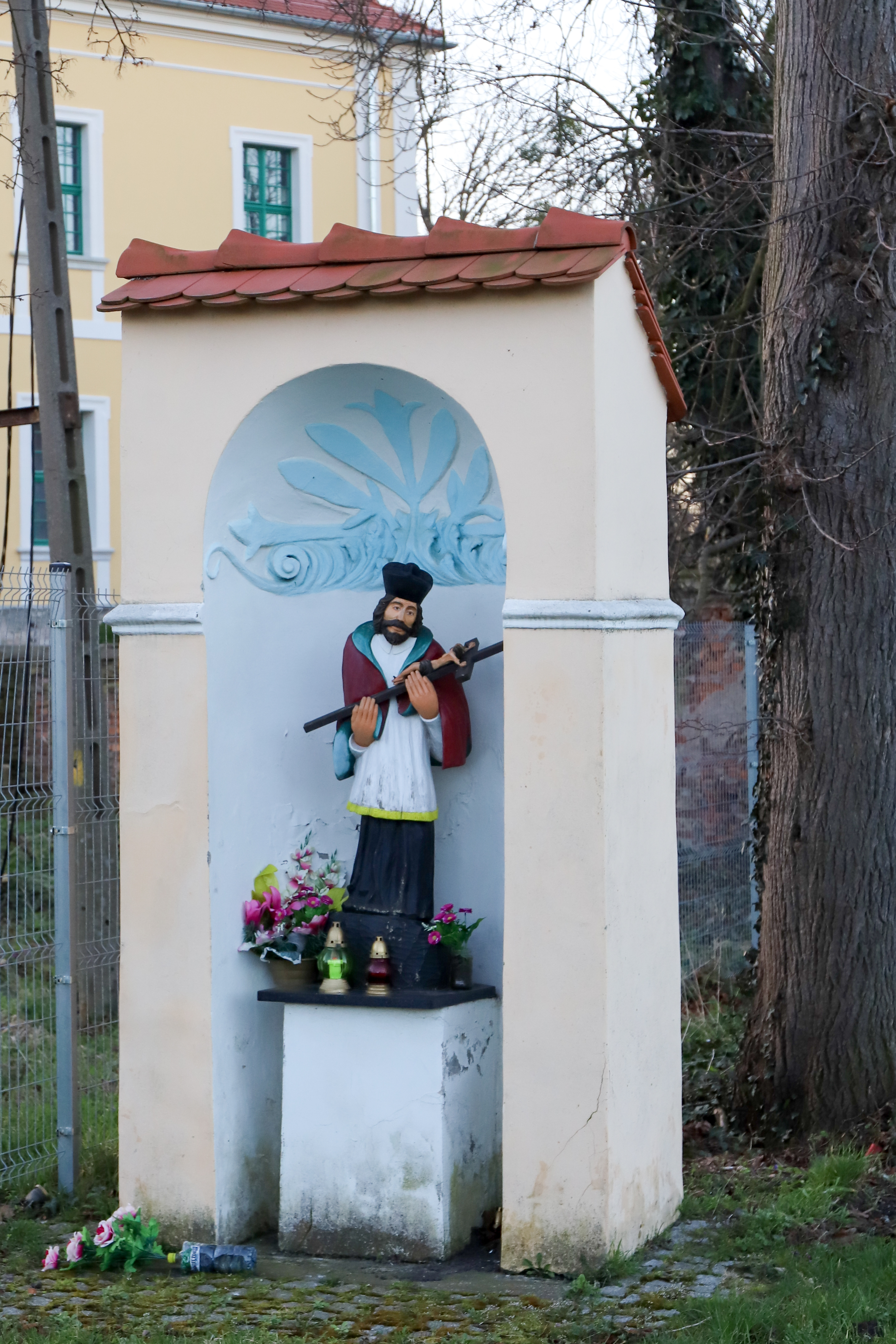
Nepomukkapelle

- Das Schloss Osiek Grodkowski wurde im zweiten Viertel des 18. Jahrhunderts vom Adelsgeschlecht Königsdorff im Stil des Barock errichtet. Im Auftrag des Rittergutsbesitzers Kurt von Ohlen und Adlerskron erfolgte 1877–1883 ein Umbau durch den Ohlauer Architekten Alexis Langer im Stil der Neugotik.[8] Das Schloss samt Vorwerk steht seit 1964 unter Denkmalschutz.[9]
- Der im 19. Jahrhundert angelegte Schlosspark steht seit 1981 unter Denkmalschutz.[9]
- Die Grabkapelle im Schlosspark wurde 1883 ebenfalls nach Entwurf von Alexis Langer errichtet.
- Die römisch-katholische Kirche Mariä Himmelfahrt (Kościół Wniebowzięcia NMP) stammt aus der zweiten Hälfte des 13. Jahrhunderts. Sie wurde im 16. Jahrhundert umgebaut. 1966 wurde das Kirchengebäude unter Denkmalschutz gestellt.[9]
- Die Kapelle zu Ehren des böhmischen Landesheiligen Johannes Nepomuk wurde 1773 errichtet.